# Georg Weber (Schauspieler, 1955)
Georg Weber (* 1955) ist ein deutscher Drehbuchautor, Schauspieler und Regisseur. Er wurde u. a. bekannt durch Rollen in SchleichFernsehen, Kanal fatal und Büro, Büro.

## Leben
Im Jahr 1988 übernahm Weber eine Nebenrolle im Tatort: Sein letzter Wille. In der Fernsehserie Büro, Büro spielte er die Rolle des Sebastian von Niederbach in insgesamt 26 Folgen der zweiten Staffel. Ab 2002 betätigte Weber sich mehr als Drehbuchautor und Regisseur.
Georg Weber ist seit 1992 mit Ulrike Kriener verheiratet und lebt in München.

## Filmografie (Auswahl)
- 1988: Büro, Büro – in 26 Folgen
- 1988: Tatort: Sein letzter Wille
- 1994: Großstadtrevier – Wer zuletzt lacht
- 1994: Herbert & Schnipsi
- 1994: Rosamunde Pilcher – Karussell des Lebens
- 1994: Immer im Einsatz – Die Notärztin
- 1998: Zwei Brüder
- 1998: Der Mann für alle Fälle: Die Hure Babylon
- 1998: Sylvia – Eine Klasse für sich
- 2000: Doppelter Einsatz
- 2002: Ich hab es nicht gewollt – Anatomie eines Mordfalls
- 2005: Die schönsten Jahre
- 2009–2010: Kanal fatal

### Drehbuch
- 2002: Am Ende des Tunnels Fernsehfilm, Studio Hamburg für das ZDF, Regie Dror Zahavi
- 2009: Butter bei die Fische Fernsehfilm, Network Movie für das ZDF, Regie Lars Jessen
- 2011: Nägel mit Köppen Fernsehfilm, Network Movie für das ZDF, Regie Walter Weber
- 2012: Die Speckners (1. Staffel) Familiensitcom, BR
- 2014: Meine Frau, ihr Traummann und ich Fernsehfilm, all-in-production/ZDF, Regie Walter Weber
- 2015: 12 Tage im Sommer Kinofilm, Roxy Film
- 2015: Macht‘s gut Fernsehfilm, DOR Film, Regie Johannes Fabrick
- 2015: Weiß fängt an Fernsehfilm, U5 Filmproduktion
- seit 2021: Nächste Ausfahrt Glück Fernsehreihe, Producers at Work Film GmbH für das ZDF